# Erictonio de Atenas

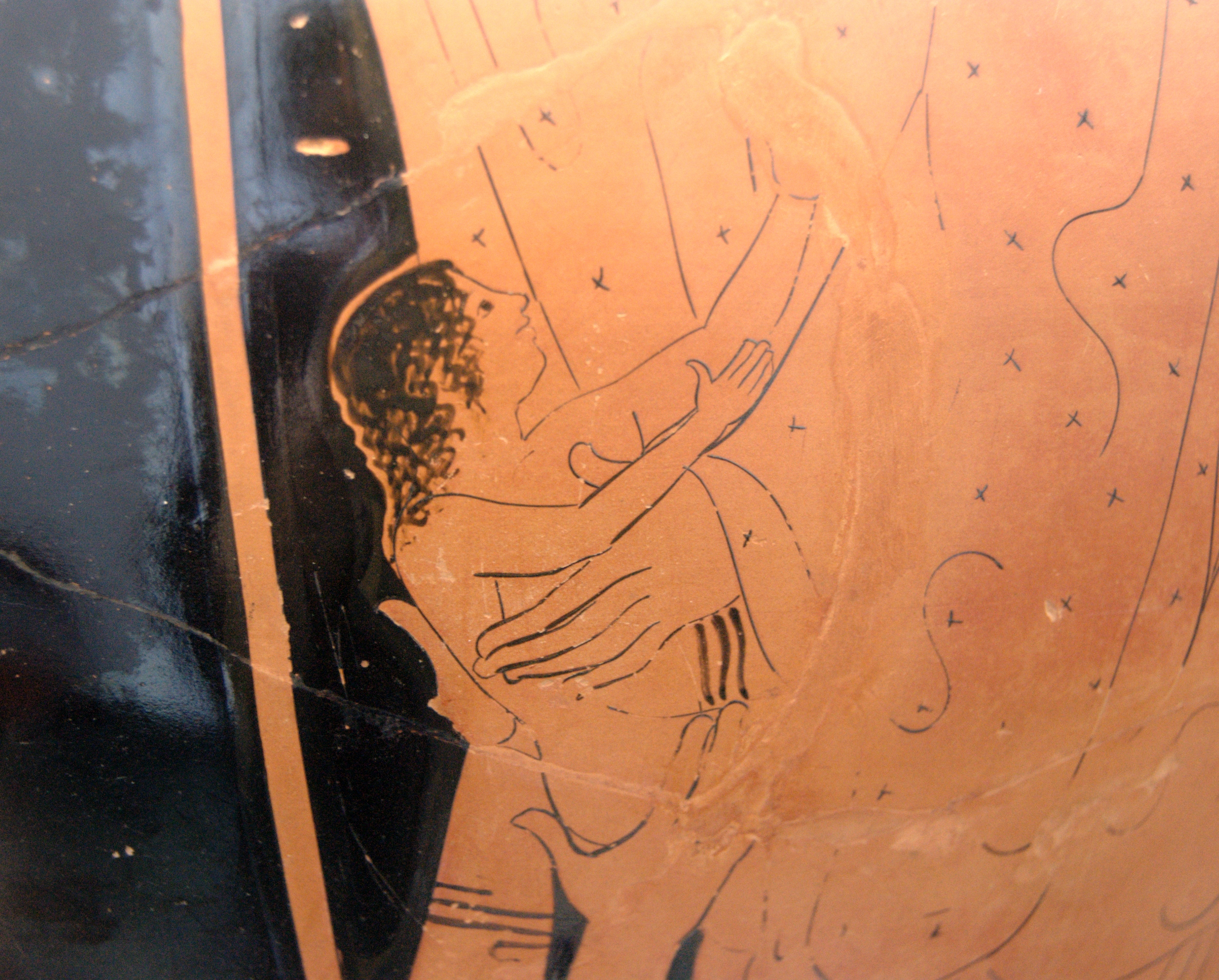
Nacimiento de Erictonio: Atenea recibe a Erictonio de las manos de Gea. Detalle de una vasija de figuras rojas del 470–460 a. C., aproximadamente.

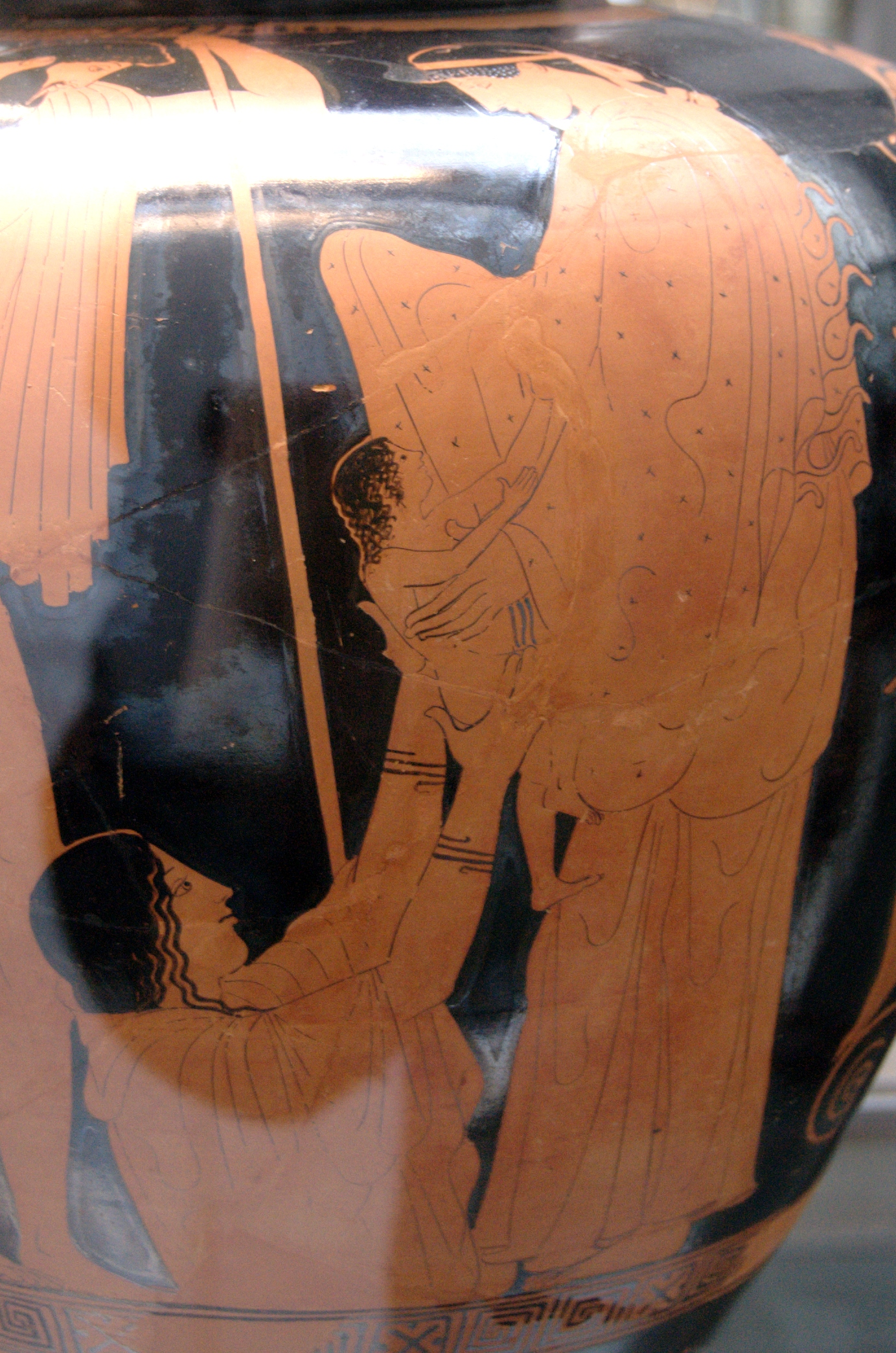
Gea y Atena con Erictonio.

En la mitología griega Erictonio (en griego Ἐριχθόνιος, Erichthónios), fue uno de los reyes primitivos de Atenas, asociado a menudo como uno de los nacidos de la tierra. La mitografía antigua no lo diferenciaba de la figura de Erecteo, y así era nombrado; para ello los estudiosos pudieran denominarlo como Erecteo I. Fuentes posteriores dicen que vivió un período de guerra hasta que desterró a Anfictión y así ocupó el trono ateniense. Erictonio se casó con la ninfa náyade Praxítea, y en ella engendró un hijo, Pandión. Otros dicen que Erictonio disputó en realidad contra Cécrope. Estrabón vincula al Erictonio dardanio con este Erictonio, vinculando el Ática con el Ida.
Para Apolodoro según algunos Erictonio era hijo de Hefesto y de la hija de Cránao, Átide; según otros, de Hefesto y Atenea, pero nació de la tierra como un autóctono. O bien Atenea era el nombre de la hija de Cránao. Otros refieren que sus padres no fueron humanos, sino Hefesto y Gea. Otros más lo describen como una «criatura sin madre».
El nacimiento de Erictonio siempre es descrito como portentoso. La versión de la Biblioteca dice que Atenea se presentó ante Hefesto para que le fabricase armas, pero él, que había sido abandonado por Afrodita, se enamoró de aquélla y empezó a perseguirla. Aunque Atenea huyó, él con gran dificultad (por su cojera) consiguió acercarse e intentó poseerla. Atenea, que era casta y virgen, no cedió, y Hefesto eyaculó en la pierna de la diosa, quien, asqueada, limpió el semen con lana y lo arrojó a la tierra. Cuando huía, del semen caído al suelo nació Erictonio. Higino aporta el dato de que Erictonio era un muchacho cuya parte inferior del cuerpo era serpentiforme. También dice que sus padres le nombraron Erictonio porque eris en griego significa «conflicto», y chthon significa «tierra».
Según Pausanias, Atenea puso a Erictonio dentro de una cesta o canasta, que entregó a tres hermanas, llamadas Aglauro, Herse y Pándroso. Les prohibió abrirla, pero Herse y Aglauro la desobedecieron y al ver a Erictonio, con cuerpo de serpiente, enloquecieron y se lanzaron por la parte más abrupta de la Acrópolis de Atenas. Se dice que la canasta del infante estaba protegida por dos serpientes que habían sido enviadas por Atenea; por eso los Erecteidas tienen la costumbre de criar a sus hijos con serpientes de oro. Otros más dicen que Erictonio fue criado por la propia Atenea en el recinto sagrado.
También dice que Erictonio podría ser la serpiente tallada junto a la lanza de la Atenea Pártenos, esculpida por Fidias y sita en el Partenón. 
Fue divinizado y se le erigió un templo en dicha ciudad. El mito le atribuye muchas hazañas, bélicas y culturales. Se dice que fue Erictonio el que introdujo el culto a la diosa Atenea (otras fuentes dicen que fue Cécrope I) y quien fundó el festival o procesión religiosa de las Panateneas en 1506 a. C., según la Crónica de Paros. También se le atribuye la invención del carro tirado por caballos. 
Afirman también que Erictonio provenía de Sais (Egipto). 